# 庫拉河軟口魚
庫拉河軟口魚（學名：Chondrostoma cyri）為輻鰭魚綱鯉形目雅羅魚科軟口魚屬的其中一種，分布於亞洲高加索東南部的庫拉河流域，體長可達24.6公分，棲息在河川底中層水域，以植物、昆蟲為食，生活習性不明。

## 扩展阅读
維基物種上的相關：庫拉河軟口魚